# Fabrizio Temperini
Fabrizio Temperini (Roma, 20 maggio 1954) è un doppiatore, direttore del doppiaggio e attore italiano.

## Biografia
Nato a Roma e diplomatosi all'Accademia nazionale d'arte drammatica "Silvio D'Amico", recita in spettacoli teatrali, film e serie TV, lavorando in particolare con Gianfranco De Bosio in ambito sia teatrale che televisivo. L'ingresso nel mondo del doppiaggio avviene quando, scritturato dal Teatro Stabile di Genova assieme al collega Ugo Maria Morosi, quest'ultimo gli propone di recarsi presso la sua cooperativa a fine tournée, per mettersi alla prova nel settore. Temperini ha poi doppiato diversi protagonisti di serie televisive, fra i quali: George Clooney in E.R. - Medici in prima linea, David Boreanaz in Bones e Michael Emerson in Person of Interest, Lost, Arrow.
Al cinema ha doppiato, fra gli altri, lo stesso Clooney in quattro lungometraggi, Daniel Day-Lewis in Il mio piede sinistro, Patrick Swayze in Pecos Bill e Steven Seagal in Out of Reach e Killing Point.

## Filmografia
- Le allegre comari di Windsor di William Shakespeare, regia di Orazio Costa e Siro Marcellini - prosa televisiva trasmessa l'8 dicembre 1976.
- Il borghese gentiluomo di Molière, regia di Giacomo Colli - prosa teatrale trasmessa il 13 maggio 1978.[2]
- La bisbetica domata di William Shakespeare, regia di Marco Parodi - prosa televisiva trasmessa il 30 novembre 1982.[3]
- Delitto di stato - miniserie, regia di Gianfranco De Bosio (1982)[4]
- Vai alla grande, regia di Salvatore Samperi (1983)
- Chewingum, regia di Biagio Proietti (1984)
- Figlio mio, infinitamente caro..., regia di Valentino Orsini (1985)
- Rorret, regia di Fulvio Wetzl (1987)
- Una donna per amico – serie TV (1998-1999)
- Soldati di pace, regia di Claudio Bonivento (2001)
- Incantesimo – soap opera, 8 episodi (2002)
- Cinecittà – serie TV (2003)
- La stagione dei delitti – serie TV, episodio 1x03 (2004)
- Provaci ancora prof! – serie TV, episodio 1x04 (2005)

## Teatro
- Ivan il terribile di Michail Bulgakov, regia di Ugo Gregoretti, con Marina Confalone, Solvejg D'Assunta e Gabriele Lavia (1978)[5]
- Un sorso di terra di Heinrich Böll, regia di Gianfranco De Bosio, con Roberto Alpi, Giuliana De Sio, Toni Garrani, Virgilio Gazzolo e Roberto Herlitzka (1978)[6]
- Il bugiardo di Carlo Goldoni, regia di Ugo Gregoretti, scenografie di Eugenio Guglielminetti, musiche di Alberto D'Amico, con Gigi Proietti (1979)[7]
- La bisbetica domata di William Shakespeare, regia di Marco Parodi, scenografie e costumi di Giovanni Licheri, con Giuseppe Pambieri, Lia Tanzi e Francesco Vairano, Teatro Alfieri di Torino (1981)
- L'anatra all'arancia di William Douglas-Home e Marc-Gilbert Sauvajon, regia di Alberto Gagnarli, scenografie e costumi di Lucio Lucentini, con Lando Buzzanca, Elena Cotta, Antonella Attili, Zoe Incrocci (1985)[8]
- Storia al biliardo e altre storie, testo e regia di Romeo De Baggis, con Franco Castellano, Blas Roca-Rey e Rita Livesi (1986)[9]
- La commedia degli spiriti di Plauto, traduzione e adattamento di Ghigo De Chiara, regia di Antonio Addati, con Lando Buzzanca, Mario Scarpetta e Franco Angrisano (1986)[10]
- La finestra sul mortile, testo e regia di Laura De Micheli, con Angelo Maggi, Bettina Giovannini e Francesca Ventura, Teatro dell'Orologio (1986)[11]
- Il complice di Friedrich Dürrenmatt, regia di Bruno Mazzali, con Patrick Rossi Gastaldi (1986)[12]
- Tristi amori di Giuseppe Giacosa, regia di Giancarlo Sammartano, musiche di Stefano Marcucci, con Armando Bandini, Bruno Alessandro, Massimo Serato e Franca Stoppi, Teatro Valle di Roma (1987)[13]

## Radio
- Soap opera all'italiana: Matile di Carlotta Wittig, regia di Guido Maria Compagnoni (1985)
- Amori sbagliati di Henry Troyat, adattamento radiofonico di Gennaro Pistilli (1990)

## Doppiaggio

### Cinema
- George Clooney in La sottile linea rossa, L'inglese, Waiting for Woody, Welcome to Collinwood, Good Night, and Good Luck.
- Steven Seagal in Out of Reach, Killing Point
- Thomas Schuster in Psycho IV
- William Sadler in Il cavaliere del male
- Arnold Vosloo in Darkman II - Il ritorno di Durant, Darkman III - Darkman morirai
- Anupam Kher in Palay Khan
- Daniel Day-Lewis in Il mio piede sinistro
- Patrick Swayze in Pecos Bill - Una leggenda per amico
- James Fitzpatrick in Un fantasma per amico
- Dominique Pinon in Come un pesce fuor d'acqua
- Richard Bohringer in Crime Spree - Fuga da Chicago
- Rhys Ifans in Elizabeth: The Golden Age
- Chris Cooper in Arsenico e vecchi confetti
- Duncan Fraser in 8 amici da salvare
- Anthony Addabbo in My One and Only
- Colin Stinton in Rush
- Nick Chinlund in Close Range - Vi ucciderà tutti
- Jeff Garlin in Babylon
- Clancy Brown in John Wick 4
- Simon McBurney in A Mistake

### Televisione
- Jeffrey Dean Morgan in Grey's Anatomy, The Walking Dead, The Boys, The Walking Dead: Dead City
- Michael Emerson in Person of Interest, Lost, Arrow
- Steven Van Zandt ne I Soprano, Lilyhammer
- Michael Tylo e John Hertzler in Zorro
- Christopher Meloni (st. 2, 3 e st. 4 epp. 1-3) e Stephen Gevedon in Oz
- David Garrison e Ted McGinley in Sposati... con figli
- George Clooney in E.R. - Medici in prima linea
- Eric Stoltz in Grey's Anatomy
- Tim Curry in Titanic
- Mark Keller in Squadra Speciale Cobra 11
- Nick Chinlund in X-Files
- Robert Glenister in Hustle - I signori della truffa
- Craig T. Nelson in The District
- Michael Gaston in Prison Break
- Avery Brooks in Star Trek: Deep Space Nine
- Robert Beltran in Star Trek: Voyager
- Peter Krause in Six Feet Under
- David Boreanaz in Bones
- David Hasselhoff in Supercar 2000 - Indagine ad alta velocità
- John Finn in Cold Case
- Peter McCauley in The Lost World
- Armand Assante e Donald Logue in Law & Order - Unità vittime speciali
- Alex Debogorski ne Gli eroi del ghiaccio
- Greg Germann in Grey's Anatomy
- Ian McShane ne Il Trono di Spade
- Berat Yenilmez in DayDreamer - Le ali del sogno
- Julio Urrueta in María Mercedes
- Alan Ruck, in Succession
- Chris Bauer in The Deuce - La via del porno
- Gary Cole in Chicago Fire
- Xander Berkeley in The Mandalorian
- Victor Mallarino in Profillo Falso

### Film d'animazione
- Lex Luthor in Justice League vs. Bizarro League, Batman: Hush
- Yotsuya in Maison Ikkoku Last Movie
- Teddy in Teddy & Annie - I giocattoli dimenticati
- Bruce Wayne/Batman in Batman - La maschera del Fantasma
- Andy Kelly in Lupin III - Fuga da Alcatraz
- Ozzy in Alla ricerca della Valle Incantata 2
- Harekumido in You're Under Arrest - The Movie
- Boris Putrosky in Piccoli eroi della foresta
- Ingary - Howl in Il castello errante di Howl
- Sindaco Quimby in I Simpson - Il film
- Max in Due leoni per un trono
- Duffy in Laputa - Castello nel cielo (ediz. 2012)
- Il presidente della Indy 500 in Turbo
- Nonno Joe in Tom & Jerry: Willy Wonka e la fabbrica di cioccolato[14]
- Raffles/Lem in Rover e Daisy

### Serie animate
- Lord Darkar, Codatorta (st. 1-3), Radius (st. 3), Re Teredor (st. 5+) e Ho-Boe (st. 5+) in Winx Club[15]
- Meramon, Andromon, Numemon ed Etemon in Digimon Adventure
- Kit Fisto e Savage Opress in Star Wars: The Clone Wars
- Walter Bunny e Alan in The Looney Tunes Show
- Ken in Supercar Gattiger[16]
- Sindaco Quimby (3ª voce, st. 16-23) ne I Simpson
- Enchiyou in Shin Chan
- La Cosa nella terza serie de I fantastici 4
- Sceriffo Stone in Scooby-Doo - Mistery Incorporated
- Raoul in MegaMan NT Warrior
- Mojo Jojo in PPG Z - Superchicche alla riscossa
- Norbert in Catastrofici castori
- Lex Luthor in Justice League Action
- Brett (st.4 ep. 3) in American Dad
- Generale Tsin in Kung Fu Panda - Mitiche avventure
- Birba in C'era una volta... l'uomo (2º Dopp.)
- George Clooney in American Dad!
- Papà Orso in Bugs Bunny Costruzioni
- Conquest in Invincible

### Videogiochi
- Caesar in Fallout: New Vegas[17]
- Lex Luthor in DC Universe Online[18]
- Mark Cook in X Files - The Game

## Pubblicità televisive
- Speaker di Biscotti Gran Cereale Mulino Bianco ed altri.